# Дромтонпа
Дромтонпа (Дромтон Гьялвей Джунгнэ, Brom-ston-pa) (1005—1064) — выдающийся буддийский учитель, основной ученик и преемник Атиши, основатель школы Кадампа.
Дромтонпа основал монастыри Ретинг и Ки. При этом Дромтонпа был не монахом, а мирянином, живущим согласно пяти обетам. Дромтонпа хорошо знал как тантры, так и сутры. Среди текстов сутр он исправил переводы «Аштасахасрики-праджняпарамиты», «Абхисамаяламкара-алоки» Харибхадры, «Спхутартхи», «Nyi-khri snang-ba» и другие тексты. Из тантр он исправил перевод «Джнянасиддхи». При Дромтонпе новые тантры стали подразделять на четыре вида: Крия-тантра (тантры действия), Чарья-тантра (тантры исполнения), Йога-тантра и Ануттара-йога-тантра.
У Дромтонпы было большое количество учеников, которые развили традицию кадампа и учение о бодхичитте. Среди множества учеников у Дромтонпы было три великих сына, или старших ученика — геше Потова, геше Ченгава и геше Пучунгва. Ученик Дромтонпы Ченгава собрал воедино учение Атиши о бодхичитте в письменном виде в сочинении «Семь стадий совершенствования ума».
Вот несколько историй о Дромтонпе согласно ламе Сопе Ринпоче:

Дромтонпа всегда носил очень старую, изношенную одежду. Перебросив рукава чубы через плечи, он иногда уходил в можжевёловый лес.
Соединив вместе два-три шеста и покрыв их шерстяной накидкой, как делают тибетские кочевники, Дромтонпа строил себе небольшое укрытие и медитировал внутри него.
Пробираясь через лес, Дромтонпа иногда повторял стих из «Письма к другу» Нагарджуны:
Обретенье и утрата, счастье и несчастье, слава и позор, хвала или хула — вот мирские восемь дхарм.
Они мне чужды, вовсе безразличны для меня!

Дромтонпа, оставивший всякую мирскую деятельность, был однажды приглашён в местечко Ронг,
где во время обрядов собирались делать денежные пожертвования монахам.
Он позвал одного из учеников по имени Пелгье Вангчук и сказал ему:
«В этот раз иди ты, — я не могу. Я здесь стараюсь отречься от этой жизни».
Увидев однажды монаха, обходящего вокруг монастыря, Дромтонпа обратился к нему:
«Совершать обход хорошо, но лучше бы практиковать Дхарму». Монах подумал: «Может быть, лучше делать простирания».
Увидев что монах делает простирания, Дромтонпа сказал ему:
«Это хорошо, что ты простираешься, но было бы лучше практиковать Дхарму».
Когда монах попробовал чтение молитв и медитацию, Дромтонпа вновь повторил те же слова. В конце концов монах спросил Дромтонпу: «Так что же я ДОЛЖЕН делать?»
Дромтонпа трижды повторил: «Отвернись в своём сердце от этой жизни!»